# Foxim
Foxim is een insecticide en acaricide, dat behoort tot de organothiofosfaten. Het is een product van Bayer en heeft als voornaamste toepassingen:
- in bestrijdingsmiddelen tegen mieren, zowel in poedervorm dat als dusdanig kan uitgestrooid worden of met water gemengd en gesproeid (merknaam: Baythion), als in mierenlokdozen die naast het insecticide een honinggel bevatten om de insecten te lokken (merknaam: Baygon)
- tegen luizen, mijten en andere ectoparasieten bij dieren (varkens, geiten, schapen, kippen, nertsen...) door middel van spuiten, wassen of opgieten (merknaam: Sebacil)

## Toxicologie
De stof werkt als een zenuwgif; de insecten die eraan blootgesteld worden raken verlamd en sterven na verloop van tijd. Foxim is ook giftig voor bijen en vogels. Bij blootstelling aan een hoge dosis kan de stof ook bij de mens effecten hebben op het zenuwstelsel. Zoals vele organofosforverbindingen is ook foxim een cholinesteraseremmer.

## Regelgeving
Foxim is sedert 22 december 2007 niet meer toegelaten voor gebruik in gewasbeschermingsmiddelen in de Europese Unie.